# Radio Paradijs (zeezender)

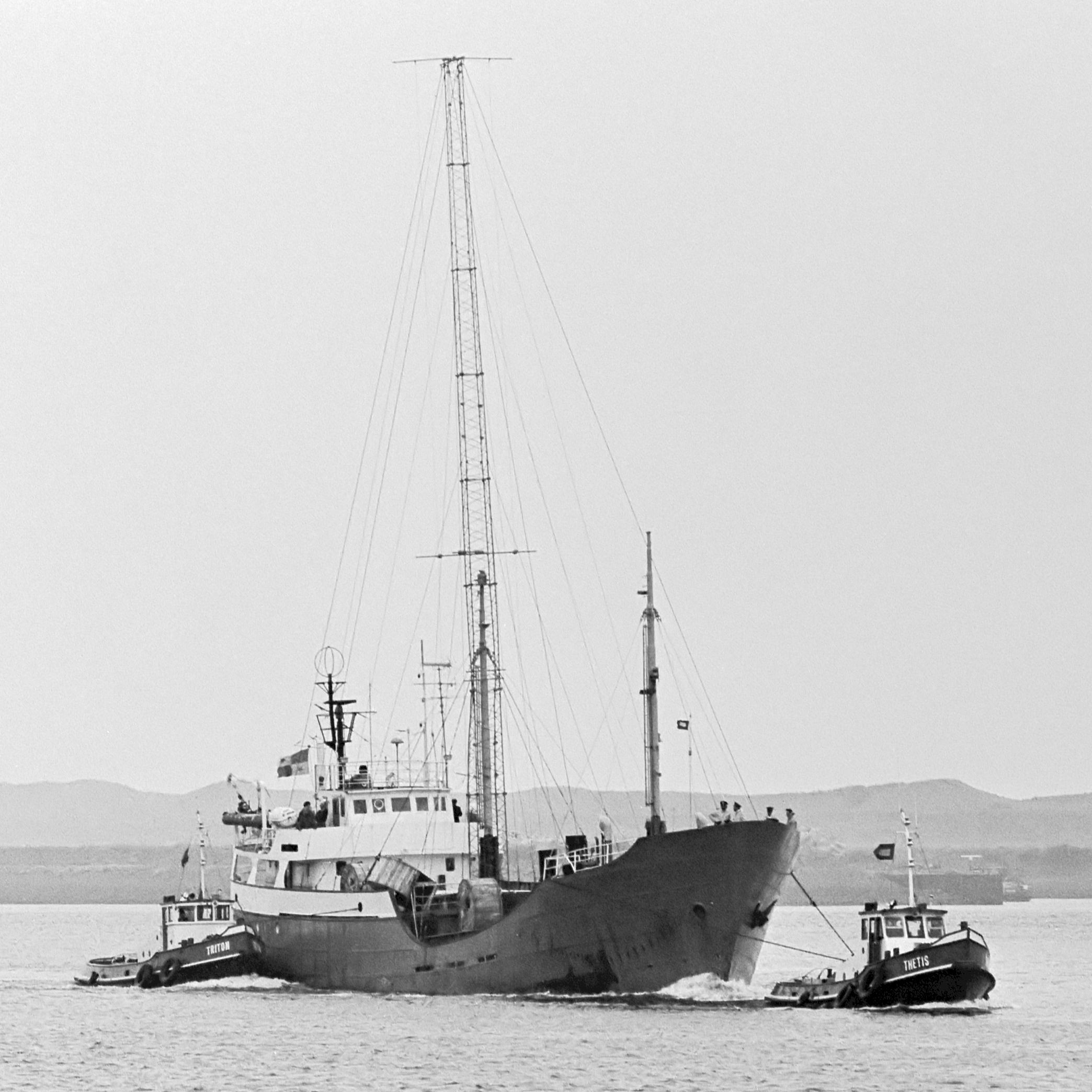
1 Augustus 1981: Radio Paradijs wordt door de Rijkspolitie de haven van IJmuiden binnengesleept

Radio Paradijs was vermoedelijk de zeezender met het allerkortste bestaan ooit. Hij heeft maar vier dagen uitgezonden, eind juli - begin augustus 1981 van op een ankerlocatie vlak buiten de territoriale wateren voor de kust van Katwijk. Daar werd het geënterd door de Nederlandse Rijkspolitie te water.
Het schip de MV Magda Maria was een Duitse kustvaarder die in West-Duitsland (Cuxhaven) en Ierland (Dublin) in opdracht van de Vlaamse en Nederlandse eigenaren omgebouwd werd tot zendschip. Op de vlucht voor de Ierse pers verliet het schip de haven van Dublin op een manier waarbij de zendmast half afbrak.
Toen het schip eind juli 1981 afmeerde voor de Zuid-Hollandse kust werd gestart met proefuitzendingen op de middengolf; later zou de FM-zender in gebruik genomen worden. Er zou nog een tweede radiostation van het schip gaan uitzenden: Radio Monique.
Vanwege de buitengerechtelijke situatie tijdens de entering volgde er een rechtszaak. De in Panama ingeschreven rederij eiste het schip terug. Ook zou de Nederlandse Staat de schade moeten vergoeden van de klaarblijkelijk onrechtmatige entering. De zaak werd gewonnen, de Magda Maria werd aan de eigenaren teruggegeven en na een eveneens gewonnen hoger beroep tevens de zendapparatuur en generatoren. Het schip werd door de eigenaren voor de sloop verkocht en versleept naar Zeebrugge. De zenders, generatoren en studio-apparatuur werd verkocht aan Chris Cary en Michael Bates, om vanaf het marinefort van Sealand uitzendingen te gaan verzorgen. Vervolgens werd dit alles weer doorverkocht aan de organisatie die het vanaf een ander schip, de MV Communicator, een andere zeezender, Laser 558 zou dat worden, wilde gaan exploiteren. De Communicator werd hiertoe uitgerust in Lissabon. Vanwege financiële perikelen in Lissabon kreeg Ben Bode, een van de eigenaren van Radio Paradijs, alle apparatuur voor de tweede maal in handen. De twee Continental-middengolfzenders werden verkocht via Sofirad aan de RTL Group; de zenders zijn nu in gebruik in Santa Lucia. De Broadcast Electronics-zender ging terug naar de Verenigde Staten en werd gebruikt voor radio-uitzendingen in Philadelphia. De generatoren werden aan een Katwijkse aannemer verkocht.

## Voetnoten
1. ↑  Radio Monique zou later, in 1984, gaan uitzenden vanaf de Ross Revenge, het zendschip van Radio Caroline.
2. ↑  Beter bekend als ex-Radio Caroline, ex-Radio Northsea International DJ Spangles Muldoon.
3. ↑  Zoon van Paddy Roy Bates, ex-radiopiraat en prins van de micronatie Sealand
4. ↑  Lees over de zendapparatuurfabrikant Continental Electronics het artikel op de Engelse Wikipedia Continental Electronics.
5. ↑  Lees over Sofirad het Franse Wikipedia-artikel Société financière de radiodiffusion.
6. ↑  Lees over Broadcast Electronics het artikel op de Engelse Wikipedia Broadcast Electronics.